# Dipaleseng
Dipaleseng (officieel Dipaleseng Local Municipality) is een gemeente in het Zuid-Afrikaanse district Gert Sibande.
Dipaleseng ligt in de provincie Mpumalanga en telt 42.390 inwoners. 

## Hoofdplaatsen
Het nationaal instituut voor de statistiek, Stats SA, deelt sinds de census 2011 deze gemeente in in 6 zogenaamde hoofdplaatsen (main place):
Balfour • Dipaleseng NU • Greylingstad • Grootvlei • Nthorwane • Siyathemba.